# 比洛采爾基夫卡 (米爾霍羅德區)

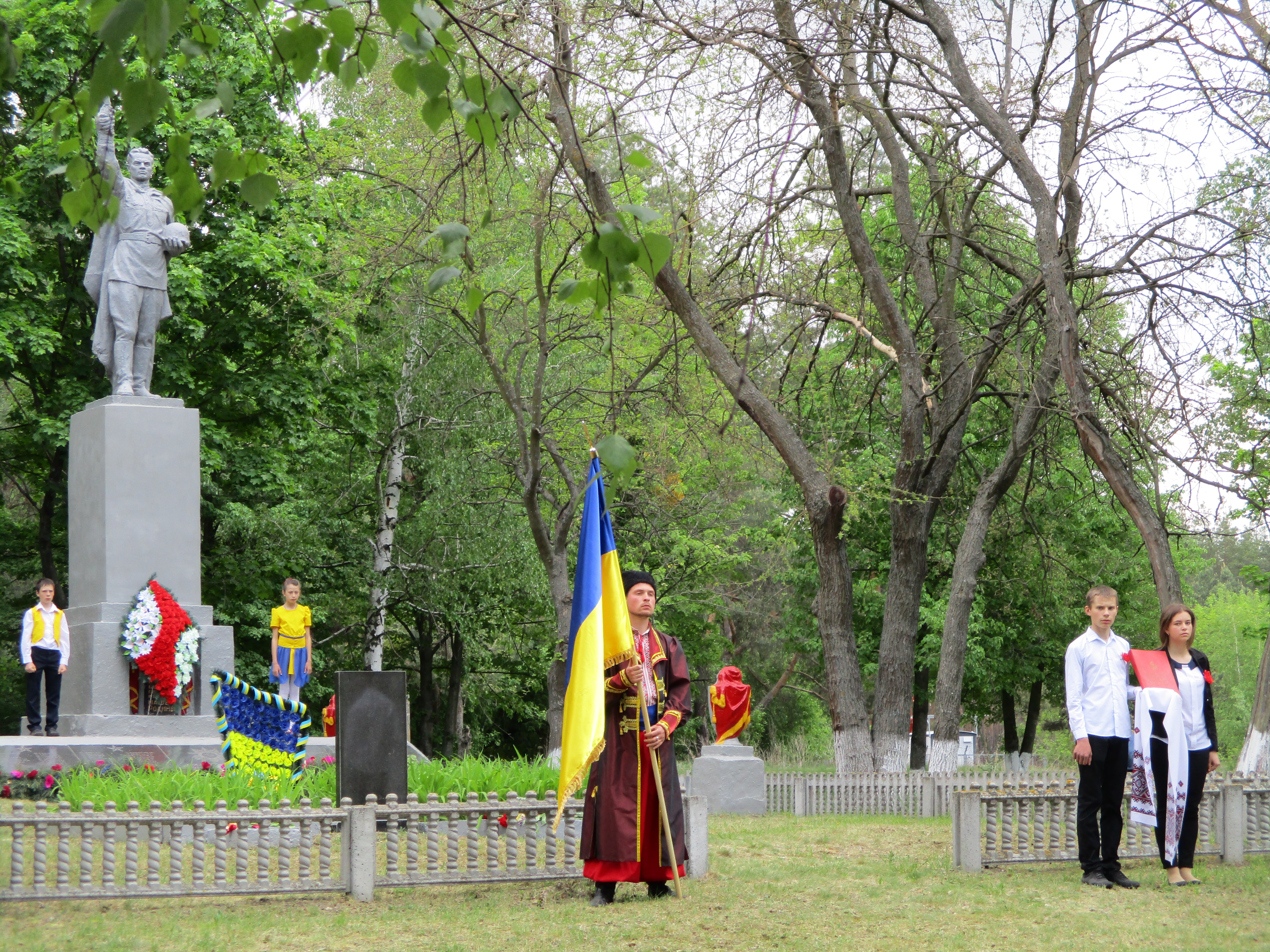
烈士墓

49°40′45″N 33°46′58″E / 49.67917°N 33.78278°E
比洛采爾基夫卡（烏克蘭語：Білоцерківка）是位於烏克蘭中部的村莊，由波爾塔瓦州米爾霍羅德區的比洛采爾基夫卡市鎮負責管轄。該村處於普肖爾河畔，面積1.54平方公里，海拔高度90米，2001年人口699。